# 春明夢余録

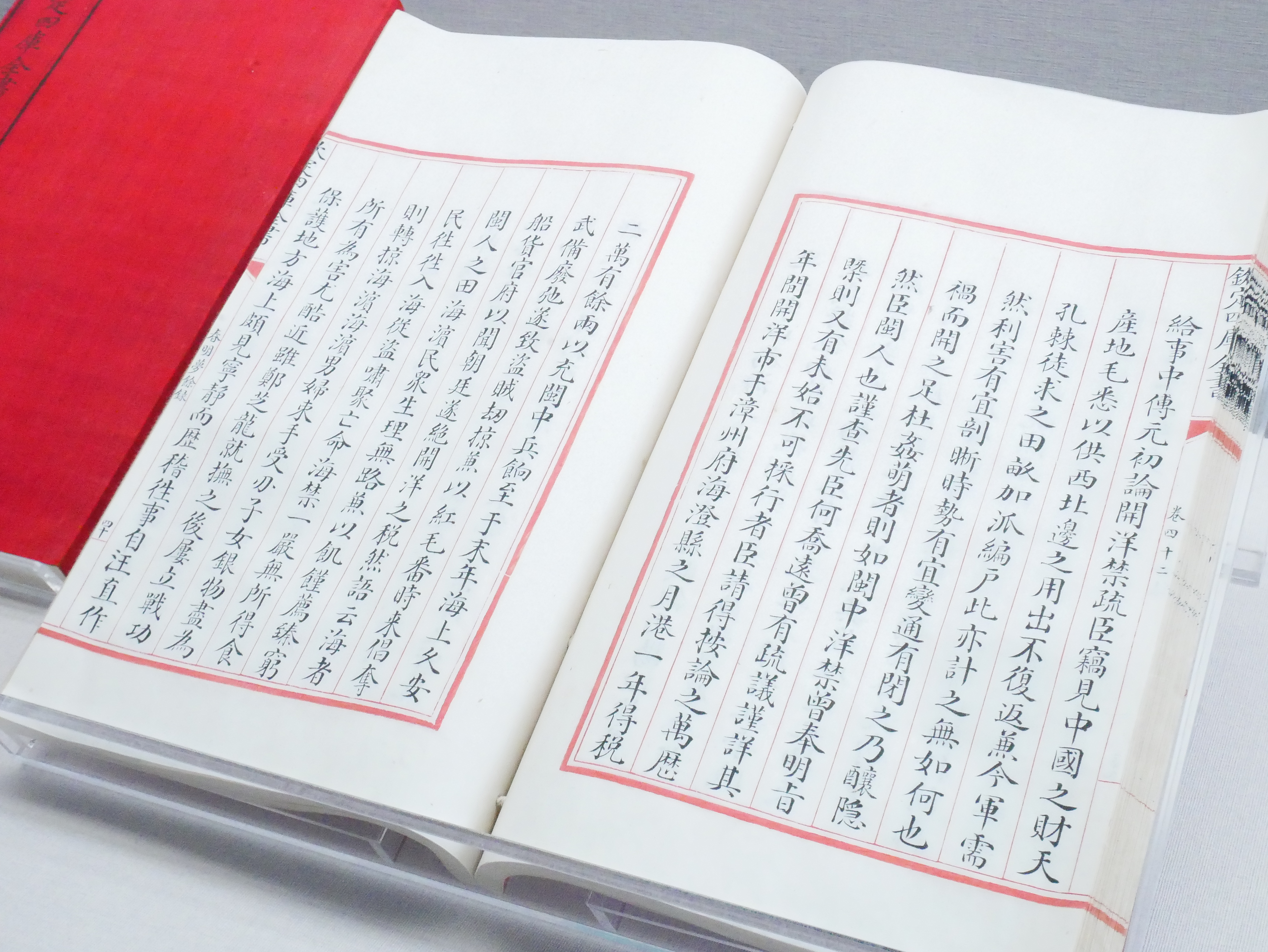
『春明夢余録』（乾隆四庫全書本）

春明夢余録（しゅんめいむよろく）は、17世紀中国の明末清初の孫承沢が撰した書物である。全70巻。

## 構成
『春明夢余録』は明代北京の状況について記している。その体裁は会要あるいは地方志に類似する。
建置、形勝、城池、畿甸、城坊、宮闕、壇廟、官署、名跡、寺廟、石刻、岩麓、川渠、陵園という十四門に分かれる。そのうち、官署門は四十巻あり、もっとも分量が多い。『春明夢余録』は明代制度沿革に関する研究の好材料である。